# Instituto Canario de Ciencias Marinas
El Instituto Canario de Ciencias Marinas o ICCM, dependiente de la Dirección General de Universidades e Investigación de la Consejería de Educación, Cultura y Deportes del Gobierno de Canarias y ubicado en Taliarte, Telde, Gran Canaria, se dedica al estudio universitario de las Ciencias Marinas y a la recogida, recuperación y reintroducción de especies marinas.
En cuanto a la reintroducción de especies marinas, una de sus actividades más divulgadas es la recogida de huevos de Tortuga Boba (Caretta caretta) en Cabo Verde para luego realizar la suelta en las playas de Cofete (Fuerteventura) y Melenara (Gran Canaria) y de esta forma recuperar la población de esta especie en el Archipiélago Canario. Para ello, una vez nacidas las crías de tortuga, se mantienen en las guarderías del ICCM hasta que cumplen un año de vida y así evitar que en ese tiempo (el de mayor vulnerabilidad de la especie) puedan perecer y, de esta forma, aumentar su índice de supervivencia.

## Instalaciones
En su centro de Taliarte, Telde cuenta con las siguientes infraestructuras y equipamientos científicos:
- Planta de acuicultura marina
  - En el ICCM dispone de una superficie de 1.800 metros cuadrados útiles con capacidad para 150.000 litros.
  - En el muelle de Taliarte, con una superficie de 700 metros cuadrados útiles y capacidad para 55.000 litros.
- Laboratorio de cultivos marinos e histología
- Laboratorio de oceanografía química
- Laboratorio de biología pesquera
- Laboratorio de ecología litoral
- Laboratorio de atmósfera controlada
- Laboratorio de bacteriología
- Aula de informática
- Red de área local con 50 PC's y estaciones de trabajo
- Equipamiento de videoconferencia
- Instalaciones de acogida de animales marinos heridos
- Biblioteca especializada

## Áreas deI+D+I
Entre sus áreas de Investigación, Desarrollo e Innovación se encuentran las siguientes:
- Acuicultura
- Biología Pesquera
- Gestión Litoral y Desarrollo Sostenible
- Medio Litoral
- Oceanografía
- Recursos Pesqueros